# Дина (имя)
Ди́на — женское имя. Впервые встречается в Ветхом Завете, где так названа дочь праотца Иакова (со значением «отомщённая», «справедливость», «возмездие») 
Распространённое имя у казахов. 
В Россию имя Дина могло попасть из нескольких источников: из западного ономастикона, где оно было сокращением как от Бернардина или Динора, либо из восточного, происходя от арабского дин со значением «вера, религия» либо от древнееврейского дин со значением «суд». В 1940-е годы имя Дина приобрело популярность в СССР.
По мнению В. А. Никонова, имя Дина было популярным в среде интеллигенции. Исследователь придерживался точки зрения о происхождении имени от сокращения иностранных имён, таких как Диана, Дионисия, Динальдина, и считал неудачным его использование как официального (паспортного) имени.